# The Kylie Collection
A The Kylie Collection Kylie Minogue ausztrál énekesnő első remixalbuma. A Mushroom kiadó jelentette meg 1988. december 19.-én Ausztráliában. Az album tartalmazza a debütáló lemez remixeit.

## Számlista
|     | Cím                                                           | Hossz |
| --- | ------------------------------------------------------------- | ----- |
| 1.  | I Should Be So Lucky                                          | 3:24  |
| 2.  | The Loco-Motion                                               | 3:14  |
| 3.  | Je Ne Sais Pas Pourquoi                                       | 3:51  |
| 4.  | It’s No Secret                                                | 3:55  |
| 5.  | Got to Be Certain                                             | 3:17  |
| 6.  | Turn It into Love                                             | 3:36  |
| 7.  | I Miss You                                                    | 3:15  |
| 8.  | I’ll Still Be Loving You                                      | 3:45  |
| 9.  | Look My Way                                                   | 3:35  |
| 10. | Love at First Sight                                           | 3:09  |
| 11. | I Should Be So Lucky (Extended Mix)                           | 6:03  |
| 12. | The Loco-Motion (Kohaku Mix)                                  | 5:55  |
| 13. | I Still Love You (Je Ne Sais Pas Pourquoi) (Moi Non Plus Mix) | 5:51  |
| 14. | Got to Be Certain (Extended)                                  | 6:34  |
| 15. | Made in Heaven (Maid in Australia Mix)                        | 6:16  |

| 1. | I Should Be So Lucky (Music video)    |  |
| 2. | Got to Be Certain (Music video)       |  |
| 3. | The Loco-Motion (Music video)         |  |
| 4. | Je Ne Sais Pas Pourquoi (Music video) |  |
| 5. | It’s No Secret (Music video)          |  |
| 6. | Made in Heaven (Music video)          |  |

## Formátumok
| Megjelent           | Ország     | Katalógusszám | Megjelenés |
| ------------------- | ---------- | ------------- | ---------- |
| Magnókazetta        | Ausztrália | TVC93277      | 1988       |
| Dupla bakelit album | Ausztrália | TVL93277      | 1988       |

## Külső hivatkozások
- Kylie Minogue hivatalos honlapja (angol nyelven)